# 卡爾·金特 (施瓦茨堡-松德斯豪森)
卡爾·金特（德語：Karl Günther，1830年8月7日—1909年3月28日），施瓦茨堡-松德斯豪森親王，1880年－1909年在位。

## 婚姻
1869年，卡爾·金特與薩克森-阿爾滕堡的瑪麗公主結婚，兩人沒有子女。

## 繼承
卡爾·金特的弟弟利奧波德於1906年逝世後，他們的表弟、施瓦茨堡-魯多爾施塔特親王金特·維克多成為卡爾·金特的繼承人。卡爾·金特於1909年逝世，金特·維克多成為全施瓦茨堡家族親王。